# Anfitrión (Plauto)
Anfitrión (Amphitruo) es una comedia del autor latino Plauto. En la obra hay un monólogo de Sosias sobre la expedición militar de Anfitrión contra los teléboas, monólogo que es una parodia de la campaña de Nobilior contra los etolios en el año 189 a. C. Este dato daría una fecha de composición posterior en uno o dos años: el 188 o el 187. Está perdida parte de la obra, concretamente el encuentro entre Júpiter y Anfitrión.

## Estructura
La obra se divide en un prólogo y cinco actos, subdivididos estos a su vez en escenas. Al ser una obra de teatro, el diálogo es la parte principal y conocemos a los personajes por lo que dicen y por cómo lo hacen, sin necesidad de narrador, ya que Plauto no describe psicológicamente a sus personajes. En la obra hay varios monólogos en los que los personajes explican al público la situación, que en algún momento se puede volver confusa. Hay acotaciones, pero no son muchas. Y se puede interpretar como un argumento intencional que pretende generar la situación emergida durante el clímax de esta tragicomedia.

## Personajes
Véase Personajes comunes de la comedia romana
Véase Personajes típicos de la comedia plautina
- El dios MERCURIO[3] (MERCVRIVS DEVS): hijo de Júpiter.
- El esclavo[4] SOSIAS (SOSIA SERVVS): siervo de Anfitrión.
- El dios JÚPITER (IVPPITER DEVS).
- La matrona[5] ALCMENA (ALCVMENA MATRONA): esposa de Anfitrión.
- El general tebano ANFITRIÓN (AMPHITRVO DVX).[6]
- El piloto BLEFARÓN (BLEPHARO GVBERNATOR).
- BROMIA (BROMIA ANCILLA): esclava de Alcmena.

- Otros:
  - TÉSALA (THESSALA): esclava de Alcmena.
  - NÁUCRATES (NAUCRATES): cuñado de Alcmena.

## Argumento
Júpiter, enamorado de Alcmena, aprovechando la ausencia del marido de ella, Anfitrión, que está al frente de las tropas tebanas en su campaña contra los teléboas, toma el aspecto físico de este para engañar a su esposa, con la que disfruta en el momento del comienzo de la comedia de una larga noche de amor. Le acompaña y asiste, bajo la apariencia de Sosias, esclavo de Anfitrión, su propio hijo, el dios Mercurio, que, en el papel de fiel y astuto esclavo de comedia, está dispuesto a todo con tal de favorecer los amores de su padre y señor. Y es precisamente en esta situación cuando se produce, tras el remate feliz de la guerra, el regreso de los verdaderos Sosias y Anfitrión, que va a brindar a los dos dioses la posibilidad de burlarse de ellos y provocar las más divertidas situaciones.
El primero en ser burlado será el esclavo Sosias, que, enviado por delante por Anfitrión para anunciar a su esposa su regreso victorioso, va a encontrarse con un doble (el dios Mercurio) que no está dispuesto a dejarle pasar y que acaba haciéndole dudar de su propia identidad y obligándole a regresar al puerto. A continuación, tras despedirse afectuosamente Júpiter de Alcmena, alegando la necesidad de su presencia al lado de sus tropas, se produce el regreso del verdadero Anfitrión, que escucha con asombro las increíbles afirmaciones de su esclavo sobre la existencia de otro Sosias, mucho más fuerte que él, que le ha cerrado por la fuerza el camino de la casa y le ha impedido cumplir con su misión. Pero su asombro será aún mayor ante el frío recibimiento de su esposa, que, no menos sorprendida por el rápido regreso de su marido, se cree víctima de una burla por parte de él. Y este asombro se va a tornar en furia al enterarse de que él mismo acaba de dejarla tras pasar una noche juntos, para acabar convirtiéndose en desconcierto cuando su esposa, encajando con la admirable dignidad de una matrona inocente los cargos de infidelidad que su marido profiere contra ella, aporta pruebas fehacientes en favor de sus palabras. Tras el altercado, Anfitrión sale en busca de sus propios testigos. Entra entonces en escena de nuevo Júpiter, que, siempre con el aspecto de Anfitrión, para complicar más las cosas y, de paso, satisfacer un poco más su pasión, viene a solicitar el perdón de su esposa, calificando de simple broma todas las acusaciones pronunciadas. A continuación, mientras Júpiter disfruta nuevamente de los favores de Alcmena, regresa Anfitrión, pero Mercurio, apostado en el tejado de la casa y fingiendo una borrachera, le impide la entrada y aprovecha la ocasión para someterlo a una nueva sesión de burla.
En este punto se abre en la comedia una amplia laguna en la que, juntándose en escena Júpiter y Anfitrión, debían de acusarse mutuamente de adulterio y ni siquiera Blefarón, el piloto, fuera capaz de distinguirlos. 
Al final, tras el relato por boca de la despavorida Bromia del milagroso parto de Alcmena, que de una vez ha dado a luz a dos gemelos, Hércules e Ificles, el propio Júpiter, revelando su verdadera personalidad, aclara todo lo sucedido.